# トグサ
トグサは、漫画・アニメ作品『攻殻機動隊』に登場する架空の人物。

## 声優・演者
アニメ版での声優は山寺宏一、『攻殻機動隊 ARISE』では新垣樽助。ゲーム（PS）版『攻殻機動隊 GHOST IN THE SHELL』では鈴置洋孝。英語吹き替え版の声優は『GHOST IN THE SHELL / 攻殻機動隊』ではクリストファー・ジョイス。それ以降の作品ではクリスピン・フリーマンが演じているが、『攻殻機動隊STAND ALONE COMPLEX The Laughing Man』と『攻殻機動隊STAND ALONE COMPLEX Individual Eleven』のみトレバー・デュバルが担当。『攻殻機動隊 ARISE』ではアレックス・オーガン。

## 人物
公安9課に所属する身長178.5cmの男性。9課のメンバーの中では唯一の妻帯者である。家族は、原作・劇場版では妻と一女、「S.A.C.」シリーズでは妻と一男一女（姉と弟）であり、原作・イノセンスでは一戸建て住宅に、「S.A.C.」シリーズでは高層の集合住宅に住んでいる。
元々は警視庁捜査一課特務班の刑事であったが、草薙に引き抜かれる形で9課に移籍した。また、「S.A.C.」シリーズ前半では、非正規活動部隊である9課に移籍したことは家族には知らせておらず、表向きは民間の警備会社に再就職したことにしていた。
格闘戦や電脳戦に関しては他のメンバーに劣る部分が多いため、バトーとコンビを組んでバックアップを務めることが多い。原作において草薙が去った後は、後輩のアズマとチームを組み捜査進展に貢献した。元刑事ということもあり、情報収集能力・推察力・直感力に優れている一方、感情的に揺さぶられる傾向にある。
原作とテレビシリーズ・劇場版ではかなり性格が異なり、原作では序盤からかなり粗野な言動が目立ち、我を通そうとして空回るような面も多かったが、草薙が去った後は人間的に成長したのか、かなり落ち着いた性格になっており、後輩を窘める面がしばしば見られる。

## 各作品の特徴
GHOST IN THE SHELL / 攻殻機動隊
草薙が彼を引き抜いた理由が語られる。曰く、「戦闘単位としてどんなに優秀でも、同じ規格品で構成されたシステムは、どこかに致命的な欠陥を持つことになるわ。組織も人も、特殊化の果てにあるのは緩やかな死」（＝画一化された集団は何かのアクシデントで全滅する可能性があるため、多様化を目的としてあえてほぼ生身であるトグサを選んだ）。
「電脳化はしていても脳味噌はたっぷり残っているし、ほとんど生身」という草薙の台詞から、義体化はほぼしていない模様。
イノセンス
荒巻部長によってバトーのパートナーに任命され、共にハダリ暴走事件の捜査にあたる。義体化の程度は語られないが、漢文を読むなど、端々に知見の広さがうかがえる。
攻殻機動隊 STAND ALONE COMPLEX
性格は原作(1.5)の落ち着いた感じに近く、家族愛と強い正義感を持った人物として描かれている。また、「新参者」という要素が原作に比べてクローズアップされており、公安9課のあり方およびそれが担当する事件の性質については完全には理解が及んでいないようで、公安9課の人間としては比較的視聴者側に近い層にいる。正義感の強さは、草薙からは「青臭い」と言われ、それが原因で事件に巻き込まれることもあるが、そこから事件解決の糸口を掴むこともある。タチコマとリバーシをしていたところ、タチコマがチェックメイトと言い、「ゲームが違うだろ」と怒鳴り返すなど、コミカルなシーンも見られた。笑い男事件では、笑い男のマークの周囲に書かれた文が『ライ麦畑でつかまえて』から引用されたことを突き止め、笑い男の心理と事件の真相にいち早く近づき、全貌を暴くきっかけを作った。その後「ひまわりの会」で村井ワクチン患者リストの模造ファイルを入手するが安岡ゲイルの強襲に遭い、重症を負うが、大事には至らなかった。本作で本庁を辞する際、家族に知らせた再就職先は社団法人新浜警備保障。
攻殻機動隊 S.A.C. 2nd GIG
元刑事という特性を生かし単独での聞き込み調査等を行う。また、個別主義者に対する内偵任務をつまらないと言った新人のアズマを叱り、「10年早い」と発言するなど先輩風を吹かすことがある。
攻殻機動隊 STAND ALONE COMPLEX Solid State Society
9課のリーダー就任後、電脳化だけでなく体に義体化を施し、家族にも仕事の内容を打ち明けた。その仕事振りは辣腕のバトーも高く評価する。事件に子供が絡むと感情的になる部分もある。
攻殻機動隊1.5 HUMAN-ERROR PROCESSER
前述の精神的な成長以外には大幅な変更はないが、乗用車に偽造した自前の武器庫を確保している。ただし、とっさに弾が装填されていない銃を構えてしまうなど、他作品と同じく実戦はやや苦手のようだ。この作品ではアズマと組んで、事件現場での初動捜査に当たることが多い。家族に関する描写はない。
攻殻機動隊 SAC_2045
9課解散後は民間警備会社に勤務する。草薙らに誘われなかったため少々鬱屈を抱えている。妻とは離婚し、子供の親権は妻が持っている。9課再結成後は日本国内に潜伏するポスト・ヒューマンの一人シマムラタカシを追う。

## 愛用の銃
拳銃にはこだわりがあり、マテバ社製のリボルバー（M-2007）やオートリボルバー（M-2008）を愛用しているが、9課メンバーからは威力はあるが貫通力が高すぎ、少弾数で装填ロス(スピードローダーである程度すばやくはできるが)の大きいリボルバーよりも弾数と制圧力の高いオートマチックの使用を薦められている。S.A.C.では貫通力の問題から9mmパラベラム弾を使用している。すなわち、リボルバーがオートマチックよりも明らかに高い命中精度を持つことから、トグサの命中精度への必要以上のこだわりを非難していると思われる。本来、援護射撃は相手に命中させるものではなく、相手の直近に次々に着弾させて動きを牽制するためのものであり、援護射撃なのに命中させようとするのを揶揄していると思われる。
射撃の技量は高く、S.A.C第1話では生身でありながら2秒前後6発の速射で標的紙の10点圏〜X圏にまとめている（しかし草薙があえて射撃センスを求めないのは、他のメンバーは義体化で遠距離でも1点に集中（ピンヘッド）できるのと、トグサに組織の多様化と元刑事としての洞察力を求めている為）。他にリボルバーの利点としては、動作不良率の低さ、部品交換コストの低さ、空薬莢が飛び散らない、といったことがあり、このあたりは軍と警察の考え方の違いを反映しているとも言える。また9課制式ではないマテバを作戦外で使用したことが仇となり、裁判で不利となった事もある。9課のリーダーとなった『S.S.S.』では実用性の問題から、こだわりであるマテバの使用をやむなく控え（常に携帯はしているが）、9課制式のセブロやオートマチックを使用することが多くなっている。